# 千歳ステーションプラザ
千歳ステーションプラザ（ちとせステーションプラザ）は、北海道千歳市にある複合商業施設。商業棟、ホテル棟、立体駐車場棟で構成している。北海道旅客鉄道（JR北海道）千歳駅に連絡通路で直結しているほか、バスターミナル機能を集約した交通結節点になっている。

## 沿革

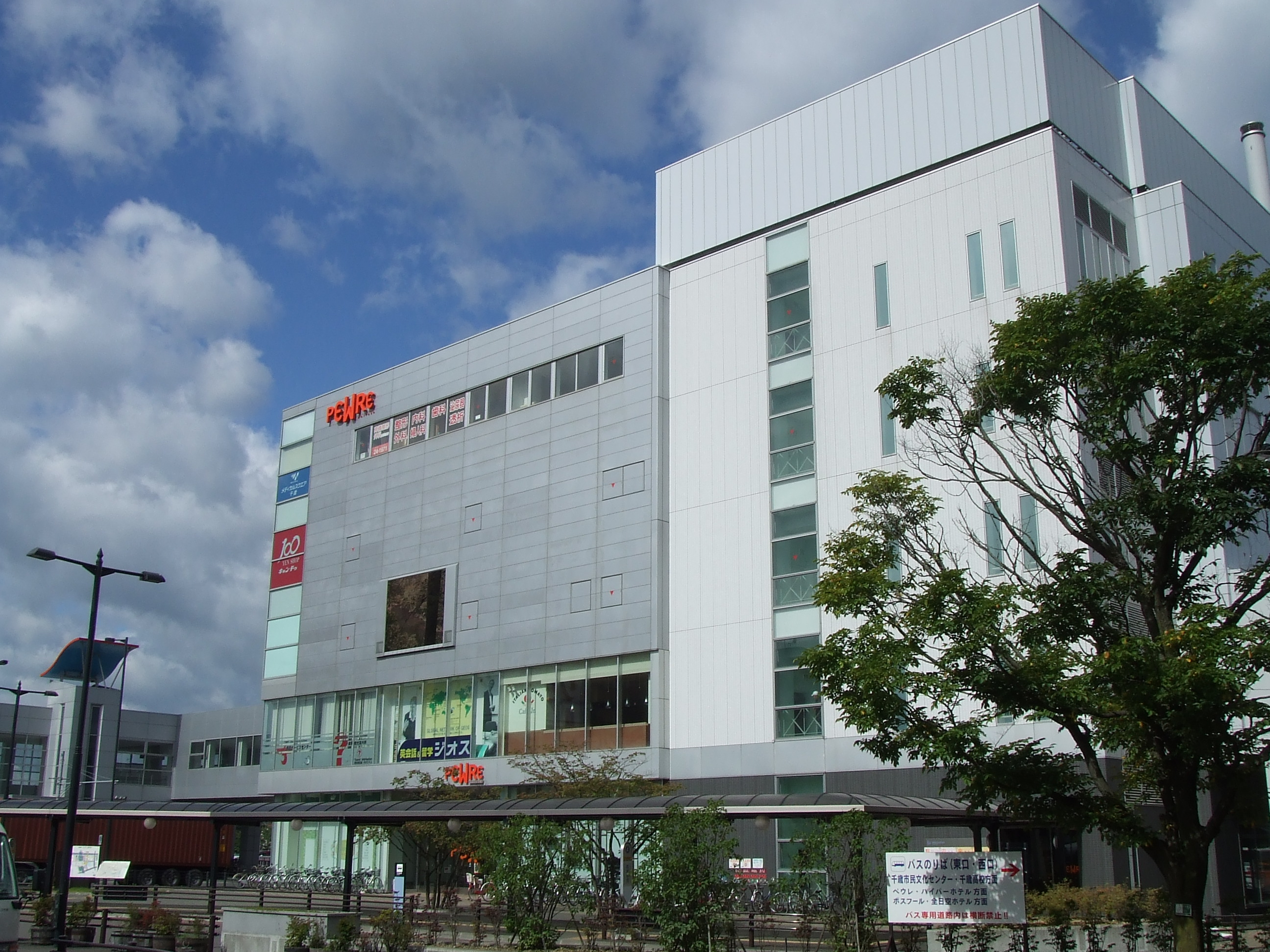
「ペウレ千歳」時の施設外観（2009年9月）

北海道空港が「JR千歳駅周辺整備事業」のバス路線網の再編や道路を跨ぐ歩行者専用道路の建設と合わせた駅前再開発の目玉として建設した。2003年（平成15年）に着工し、同年11月22日に立体駐車場がオープンした。当初の施設名は、北海道空港が一般公募した中から「ペウレ千歳」に決まった。「ペウレ」とはアイヌ語で「若い」という意味があり、成長のシンボルとしての期待が込められていた。2004年（平成16年）4月1日に商業棟がオープンし、千歳駅とは新設した2階改札口で繋がった。また、同日にはバスターミナルも開設した。同年7月1日には商業棟5階の医療モールが一部開業し、7月6日にホテル棟の「ハイパーホテル千歳」がオープンした。なお、2016年（平成28年）7月1日から施設名をそれぞれ「千歳ステーションプラザ」、「千歳ステーションホテル」と改称している。

## 施設

### 千歳ステーションプラザ
- 1F（クリエイティブライフ）
  - 千歳駅前バス総合案内所
  - 北海道銀行千歳支店
- 2F（カジュアル）
  - キャンドゥ（4Fから移転[17]）
  - 千歳観光物産サテライト「ミル」・千歳駅観光案内所[18]
  - YESパソコン学院 千歳駅前校
  - 連絡通路（千歳駅、中央大通方面、千歳ステーションホテル、千歳ステーションプラザ駐車場）
- 3F  東京エレクトロンFE(株)
- 4F
  - エイジェック千歳雇用開発センター
  - アデコ
- 5F
  - メディカルスクエア千歳[19]

#### かつて入居していた店舗
- 3F
  - ユニクロ（2004年4月1日開店[20]。2008年4月10日閉店。4月11日恵庭店開店[21]。）[22]
  - 文教堂書店（2019年3月17日閉店）[23]

### 千歳ステーションホテル
客室
- シングルルーム (16 m²)
- レディースルーム
- デラックスシングルルーム (16 m²〜20 m²)
- ダブルルーム (17 m²〜20 m²)
- ツインルーム (20 m²)
- ファミリールーム (26 m²)
- VIPルーム (52 m²)
- ファミリースイートルーム (78 m²)

その他
- ロビー
- 北海道BUBUレンタカー新千歳空港店[24]

### 千歳ステーションプラザ駐車場
- 営業時間：7:00 - 24:00（年中無休）
- 駐車台数：485台
- 一般利用
  - 営業時間内：1時間200円（以降、30分毎に100円追加）
  - 営業時間外：一律700円加算
  - 千歳ステーションプラザ利用の場合2時間無料
  - 千歳ステーションホテル、クラブイーグル千歳店利用の場合割引あり
- 月極利用

## バスターミナル
2004年（平成16年）4月1日開設。これに伴い、北海道中央バスが市内本町2丁目に設置していた「千歳ターミナル」を廃止している（後に北海道中央バス千歳営業所は市内青葉町に移転）。バス路線網を集約したことで乗降場を分離し、道路を一方通行としてバスレーンにした。2016年（平成28年）10月1日のダイヤ改正に伴い、3番のりばが新千歳空港行きの専用バス停となり、千歳相互観光バス、道南バスが長都駅東口〜千歳駅〜新千歳空港を結ぶ勇舞空港線の運行を開始した。また、千歳市循環型コミュニティバス（ビーバス）は運行を終了した。
千歳市は千歳駅前広場の再整備を検討しており、バス、タクシー、自家用車のスペースを再配置して「複雑で分かりづらい」と指摘されている歩行者の動線を見直すことにしている。
| のりば | のりば | 番号             | 路線名           | 経由                                     | 行先             | 運行会社                   |
| ------ | ------ | ---------------- | ---------------- | ---------------------------------------- | ---------------- | -------------------------- |
| 西口   | 1      | 12               | 泉沢市民病院線   | 末広高台通                               | 市民病院前       | 千歳相互観光バス           |
| 西口   | 1      | 14               | 図書館青葉線     | 市役所前                                 | 図書館           | 千歳相互観光バス           |
| 西口   | 1      | 14               | 図書館青葉線     | 青葉・住吉                               | 青葉中学校       | 千歳相互観光バス           |
| 西口   | 1      | 16               | 勇舞空港線       | 富士・勇舞                               | 長都駅東口       | 千歳相互観光バス・道南バス |
| 西口   | 1      | 札               | （急行）千歳線   | 里塚中央・札幌ドーム                     | 福住駅           | 北海道中央バス             |
| 西口   | 1      | 福               | 千歳線           | 北恵庭駐屯地・桂台団地・札幌ドーム       | 福住駅           | 北海道中央バス             |
| 西口   | 2      | 1                | 桜木線           | （循環）市役所先回り・市民病院           | 千歳駅前         | 北海道中央バス             |
| 西口   | 2      | 直1              | 桜木線           | 市役所先回り・仲の橋通直進               | 桜木5丁目        | 北海道中央バス             |
| 西口   | 2      | 空1              | 桜木線           | 市役所先回り・仲の橋通直進・千歳駅前     | 新千歳空港       | 北海道中央バス             |
| 西口   | 2      | 2                | 桜木線           | （循環）北栄先回り・市民病院             | 千歳駅前         | 北海道中央バス             |
| 西口   | 2      | 直2              | 桜木線           | （循環）北栄先回り・信濃2丁目            | 千歳駅前         | 北海道中央バス             |
| 西口   | 2      | 直2              | 桜木線           | 北栄先回り・信濃2丁目                    | 桜木5丁目        | 北海道中央バス             |
| 西口   | 2      | 空2              | 桜木線           | 北栄先回り・信濃2丁目・千歳駅前          | 新千歳空港       | 北海道中央バス             |
| 西口   | 2      | 3                | みどり台線       | 富丘・市民病院                           | 長都駅東口       | 北海道中央バス             |
| 西口   | 2      | 3                | みどり台線       | 富丘・市民病院・長都駅東口               | みどり台北2丁目  | 北海道中央バス             |
| 西口   | 2      | 22               | 稲穂団地線       | （循環）清流先回り・武道館               | 千歳駅前         | 北海道中央バス             |
| 西口   | 2      | 23               | 稲穂団地線       | （循環）市民病院先回り・武道館           | 千歳駅前         | 北海道中央バス             |
| 西口   | 3      | 空1              | 桜木空港線       | 東雲町5                                  | 新千歳空港       | 北海道中央バス             |
| 西口   | 3      | 空2              | 桜木空港線       | 東雲町5                                  | 新千歳空港       | 北海道中央バス             |
| 西口   | 3      | 空3              | みどり台空港線   | 東雲町5                                  | 新千歳空港       | 北海道中央バス             |
| 西口   | 3      | 空4              | 千歳空港支笏湖線 | 東雲町5                                  | 新千歳空港       | 北海道中央バス             |
| 西口   | 3      | 空5              | 大和線           | 東雲町5                                  | 新千歳空港       | 北海道中央バス             |
| 西口   | 3      | 空6              | 空港市内線       | 東雲町5                                  | 新千歳空港       | 北海道中央バス             |
| 西口   | 3      | 16               | 勇舞空港線       | 市役所                                   | 新千歳空港       | 千歳相互観光バス・道南バス |
| 西口   | 3      | あ               | 千歳線           | 市役所・新千歳空港・早来駅               | 厚真             | あつまバス                 |
| 西口   | 4      | 空4              | 千歳空港支笏湖線 | 市役所 本町2丁目（ホテルグランテラス前） | 支笏湖           | 北海道中央バス             |
| 西口   | 4      | 空5              | 大和線           | 市役所 本町2丁目（ホテルグランテラス前） | 新星             | 北海道中央バス             |
| 西口   | 4      | 空6              | 空港市内線       | 市役所                                   | 本町2丁目        | 北海道中央バス             |
| 西口   | 4      | （予約制）       | （予約制）       | （予約制）                               | ニセコスキー場   | 北海道中央バス             |
| 西口   | 4      | 降車停留所       | 降車停留所       | 降車停留所                               | 降車停留所       | 各社                       |
| 西口   | (5)    | 降車専用         | 降車専用         | 降車専用                                 | 降車専用         | 各社                       |
| 東口   | 5      | 11               | 泉沢向陽台線     | 市役所・本社ターミナル                   | 泉沢向陽台       | 千歳相互観光バス           |
| 東口   | 6      | 20               | 東部隊線         | 中央大通・祝梅小・朝日町7丁目            | 東千歳駐屯地     | 北海道中央バス             |
| 東口   | 6      | 直20             | 東部隊線         | 中央大通・東大通直通・朝日町7丁目        | 東千歳駐屯地     | 北海道中央バス             |
| 東口   | 6      | 21               | 東部隊線         | 日の出大通・祝梅小・ビックハウス         | 東千歳駐屯地     | 北海道中央バス             |
| 東口   | 6      | 直21             | 東部隊線         | 日の出大通・東大通直通・ビックハウス     | 東千歳駐屯地     | 北海道中央バス             |
| 東口   | 6      | （期間限定運行） | （期間限定運行） | 由仁東栄                                 | マウントレースイ | 夕鉄バス・北海道中央バス   |
| 東口   | (8)    | 降車専用         | 降車専用         | 降車専用                                 | 降車専用         | 各社                       |
| 東口   | (9)    | 降車専用         | 降車専用         | 降車専用                                 | 降車専用         | 各社                       |

※かっこ内数字はダイヤ改正前ののりば番号。千歳市内を走るバスは上記のほかに、市民病院発着、温水プール経由の循環バスも走っている。

## アクセス
北海道旅客鉄道（JR北海道）千歳駅直結、北海道道258号早来千歳線（中央大通）沿いに位置している。
- 北海道中央バス・あつまバス・千歳相互観光バス・道南バス「千歳駅」バス停下車
- 道央自動車道千歳ICから車で約5分
- 新千歳空港から車で約10分